# Amallothrix aculeata
Amallothrix aculeata är en kräftdjursart som först beskrevs av Esterly 1913.  Amallothrix aculeata ingår i släktet Amallothrix och familjen Scolecitrichidae. Inga underarter finns listade i Catalogue of Life.